# アバディーンシャー

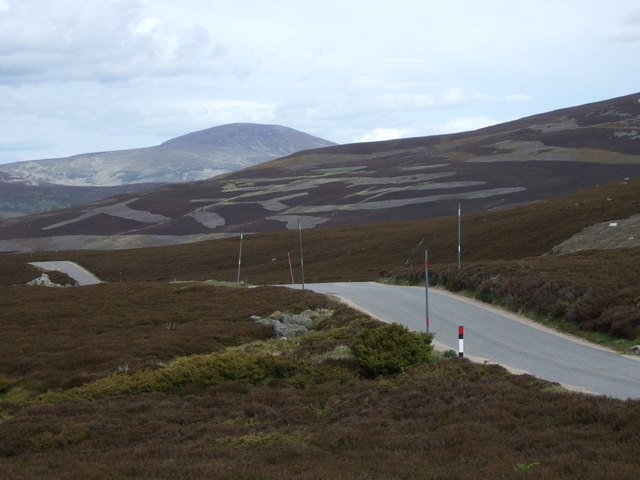
アバディーンシャー

アバディーンシャー（英語: Aberdeenshire、スコットランド・ゲール語: Siorrachd Obar Dheathain）は、スコットランドの行政区画の1つである。
現在の区画の中にはアバディーン市は含まれず、市のみでユニタリーの1つとなっている。しかし、アバディーンシャー議会はアバディーン市内にある。スコットランドの行政区画で、議会が自らの域外にあるのはアバディーンシャーだけである。
南部はアンガス、パース・アンド・キンロス、西はハイランド、マレーと接している。
総面積6313平方キロメートル。人口26万1470人（2019年）。

## 歴史
現在の名前は、歴史的にあったアバディーンシャーの名称にちなんでいる。これは1975年に廃止され、のち1996年までバンフ・ブキャナン、ゴードン、キンカーディン・ディーサイドの3つに分かれていた。この区分の中にはマレーとアバディーン市も含まれていた。
1996年に再編され、その際にマレーとアバディーン市は除外された。

## 河川と気候
きわめて多数の川と小川がアバディーンシャーにある。夏季は過ごしやすく、冬は一般的に寒い。海岸部の気温は一般的には内陸部に比べ夏季に涼しく冬温かく、北海によって穏やかになっている。海岸部の課題は濃霧である。

## 出身人物
- アレクサンダー・フォーブズ（天文学者）
- ヒュー・マーサー（アメリカ独立戦争で活躍）
- トーマス・ブレーク・グラバー（幕末・明治初期の商人)